# Liste der Kulturgüter in Mont-Noble
Die Liste der Kulturgüter in Mont-Noble enthält alle Objekte in der Gemeinde Mont-Noble im Kanton Wallis, die gemäss der Haager Konvention zum Schutz von Kulturgut bei bewaffneten Konflikten, dem Bundesgesetz vom 20. Juni 2014 über den Schutz der Kulturgüter bei bewaffneten Konflikten sowie der Verordnung vom 29. Oktober 2014 über den Schutz der Kulturgüter bei bewaffneten Konflikten unter Schutz stehen.
Objekte der Kategorie A sind im Gemeindegebiet nicht ausgewiesen, Objekte der Kategorie B sind vollständig in der Liste enthalten, Objekte der Kategorie C fehlen zurzeit (Stand: 1. Januar 2023).

## Kulturgüter
| Foto | | Objekt | Kat. | Typ | Standort                                       | Beschreibung                                                                                   |
| ---- | --- | --- | ---- | --- | ---------------------------------------------- | ---------------------------------------------------------------------------------------------- |
| ja   | Datei hochladen · Wikidata zu Kirche Saint-Maurice und Saint-Gothard (Q29892320)                                          | Kirche Saint-Maurice und Saint-Gothard / Église Saintt-Maurice et Saint-Gothard KGS-Nr.: 06897                                                                                | B    | G   | Nax, Le Croux 599166 / 119675                  |                                                                                                |
| BW   | Datei hochladen · Wikidata zu Schutzhütte des Derotchia-Tals – Feen-Grotte, Ruinen der mittelalterlichen Burg (Q29892323) | Schutzhütte im Derotchia-Tal – Feen-Grotte, Ruinen der mittelalterlichen Burg / Refuge du vallon de la Derotchia – Grotte aux Fées, ruines du château médiéval KGS-Nr.: 06898 | B    | F   | 601059 / 121351                                |                                                                                                |
| BW   | Datei hochladen | Kirche / Église KGS-Nr.: 17330 | B    | G   | Vernamiège, Chemin de l’Église 599566 / 117620 |                                                                                                |
| ja   | Datei hochladen | Steinbrücke / Pont de pierre KGS-Nr.: 17253 | B    | G   | Riva 598029 / 115609                           | Objekt liegt hälftig auf Gemeindegebiet von Mont-Noble (KGS-Nr. 17253) und Vex (KGS-Nr. 7174). |